# Flamenne
Flamenne – rzeka we Francji, przepływająca przez teren departamentu Nord, o długości 8,5 km. Stanowi lewy dopływ rzeki Sambry.